# Taifa di Jaén
La Taifa di Jaén (in arabo طائفة جيان‎?) era un regno medievale Islamico in al-Andalus, sorto verso il 1018 nel territorio di Jaén in seguito alla disintegrazione del Califfato di Cordova dopo il 1009.
La taifa occupava un territorio corrispondente all'attuale Provincia di Jaén, 

## Storia
Durante la fitna di al-Andalus, descritta dallo storico Rafael Altamira, nel marzo del 1018, Abd al-Rahman IV ibn Muhammad, come riportano sia la Histoire des Almohades / d'Abd el- Wâh'id Merrâkechi, che la History Of The Mohammedan Dynasties In Spain Vol II, fu eletto califfo, come legittimo pretendente, in quanto discendente della dinastia omayyade conquistò il distretto di Jaén e, come riporta La web de las biografias, la consegnò a Muhammad Ibn Abd al-Malik, che era discendente di Almanzor.

Muhammad Ibn Abd al-Malik, governò la taifa per circa un anno, in quanto Habus ibn Maksan, emiro della Taifa di Granada, secondo The History Of The Mohammedan Dynasties In Spain Vol II, nel 1019 si impossessò della Taifa di Jaén.

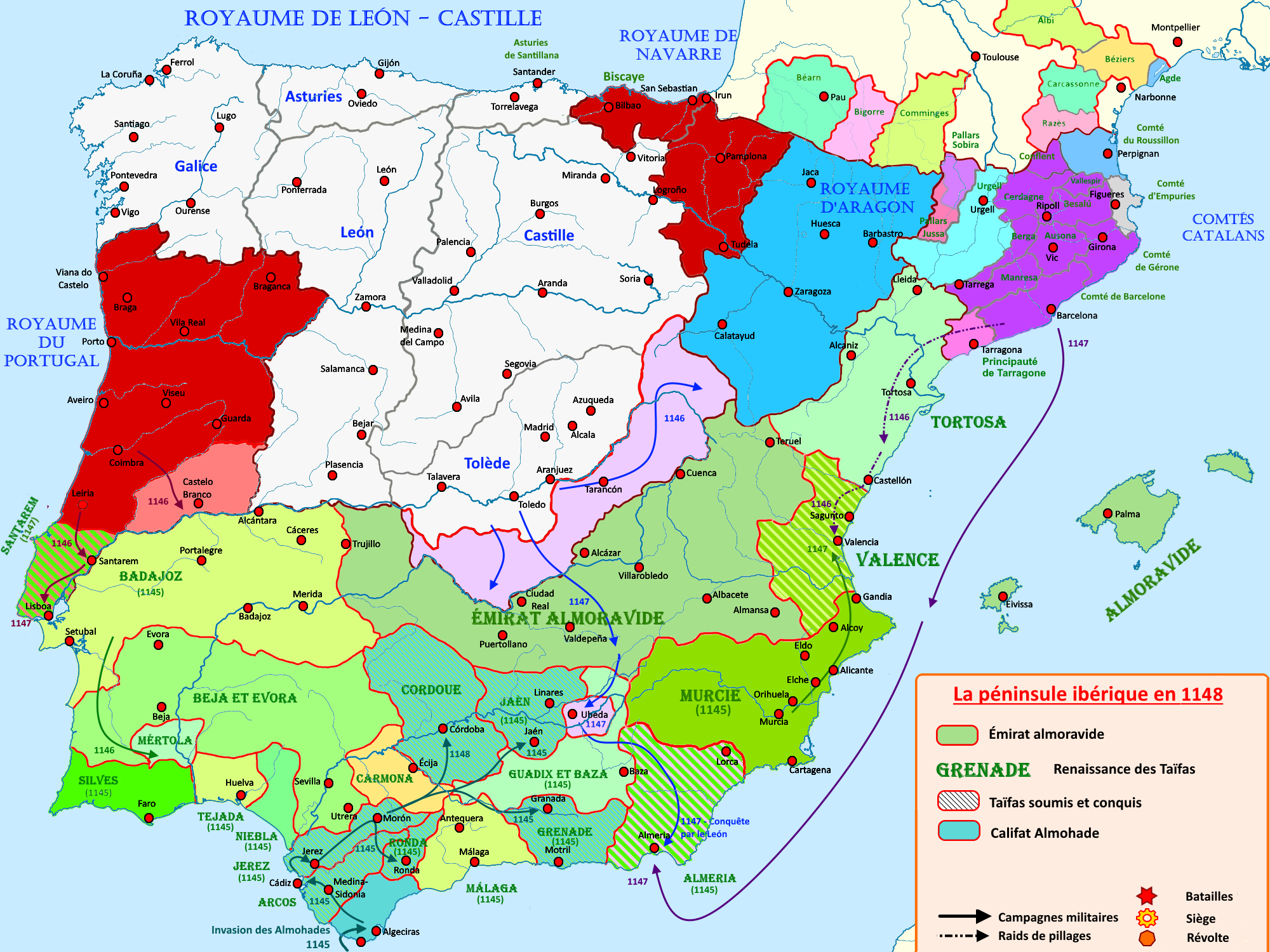
Secondo Regno di taifa nel 1148

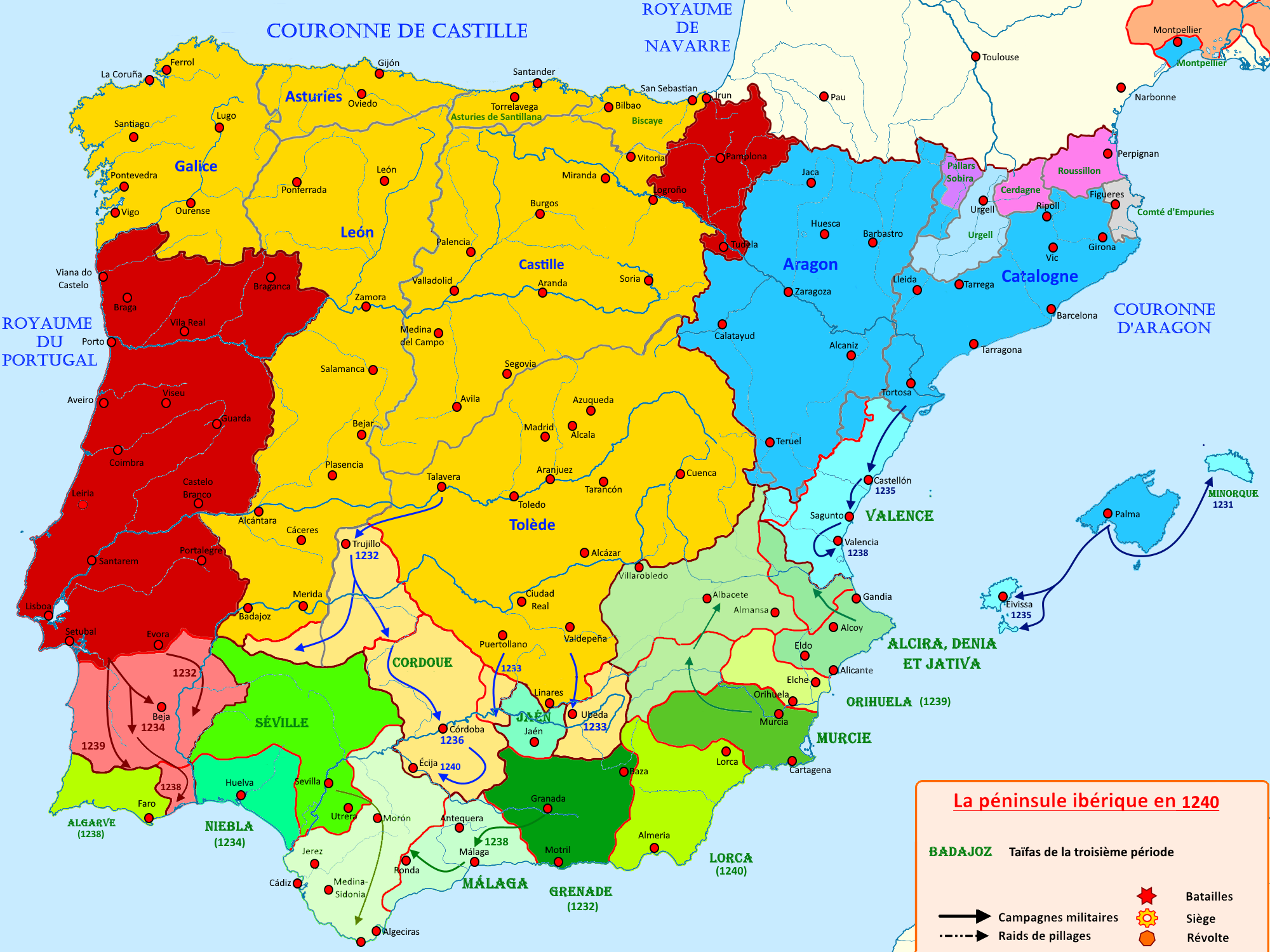
Terzo regno di taifa nel 1240

La taifa fu ricreata intorno al 1145, come riporta il Muslim Spain and Portugal: A Political History of al-Andalus, e, secondo la Histoire des Almohades / d'Abd el- Wâh'id Merrâkechi fu governata da Abd Allah di cui non si conosce l'ascendenza.

Dopo essere passata sotto il controllo della Taifa di Murcia, nel 1161, si oppose agli Almohadi, sconfiggendoli.
Dopo la sconfitta subita a Las Navas de Tolosa l'Impero almohade perdette vigore, e dal 1224, Jaén fu sotto il controllo della Taifa di Arjona.

Nel 1225 circa, l'emiro Abou Abd Alah, che governava a Jaen, riuscì a organizzare la difesa della città contro il re di Castiglia, Alfonso IX.

Nel 1232, sia Cordova che Jaén si allearono con i Nasridi di Granada.

Con l'avanzata del Regno di Castiglia e dopo diversi tentativi di conquista da parte di Ferdinando III di Castiglia, con l'obiettivo di consolidando il suo regno, l'emiro Muhammad ibn Nasr cedette la città di Jaén nel 1246 (Patto di Jaén), dando vita al regno di Jaén, come territorio della Corona di Castiglia, mentre, Muhammad creò il Regno Nasride di Granada.

### Fonti primarie
- (FR)  Histoire des Almohades / d'Abd el- Wâh'id Merrâkechi
- (EN)  The History Of The Mohammedan Dynasties In Spain Vol II
- (EN)  Muslim Spain and Portugal: A Political History of al-Andalus

### Letteratura storiografica
- Rafael Altamira, "Il califfato occidentale", in: «Storia del mondo medievale», Cambridge History of Middle Age, vol. II, 1999, pp. 477–515.]
- La recomquista